# Josef Stalder
Josef Stalder (Suïssa, 1919 - 1991) fou un gimnasta artístic suís, guanyador de set medalles olímpiques entre les dècades del 1940 i del 1950.

## Biografia
Va néixer el 6 de febrer de 1919 en una ciutat desconeguda de Suïssa.
Morí el 2 de març de 1991.

## Carrera esportiva
Va participar, als 29 anys, en els Jocs Olímpics d'Estiu de 1948 celebrats a Londres (Regne Unit), on va aconseguir guanyar tres medalles olímpiques: la medalla d'or en la prova de barra fixa, la medalla de plata en la prova per equips i la medalla de bronze en la prova de barres paral·leles, a més de finalitzar quart en la prova individual i cinquè en la prova d'anelles, amb les quals aconseguí guanyar sengles diplomes olímpics.
En els Jocs Olímpics d'Estiu de 1952 realitzats a Hèlsinki (Finlàndia) aconseguí guanyar quatre medalles: la medalla de plata en les proves per equips i barra fixa i la medalla de bronze en la prova individual i de barres paral·leles, a més de finalitzar cinquè en la prova de cavall amb arcs.
Al llarg de la seva carrera aconseguí guanyar set medalles en el Campionat del Món de gimnàstica artística, entre elles tres medalles d'or.